# Gabara rhynchinia
Gabara rhynchinia är en fjärilsart som beskrevs av George Francis Hampson 1926. Gabara rhynchinia ingår i släktet Gabara och familjen nattflyn. Inga underarter finns listade i Catalogue of Life.